# Max Adrian
Max Adrian (właśc. Max Bor; ur. 1 listopada 1903 w Enniskillen, zm. 19 stycznia 1973 w Wilford) – angielski aktor teatralny i filmowy.
Za rolę w filmie Boy Friend otrzymał nominację do nagrody Brytyjskiej Akademii Sztuk Filmowych i Telewizyjnych w kategorii Najlepszy aktor drugoplanowy (1973).

## Filmografia (wybór)
- 1936: To Catch a Thief jako Sprzedawca
- 1942: Młody Pitt jako Sheridan
- 1944: Henryk V jako Lewis
- 1951: Hallmark Hall of Fame jako Sir Andrew Aguecheck
- Alfred Hitchcock przedstawia jako Robert Stone
- Doktor Who jako Priam
- 1965: Gabinet Grozy doktora Zgrozy jako Dr Blake
- 1966: Śmiertelna sprawa jako Doradca
- 1971: Diabły jako Ibert
- 1971: Kochankowie muzyki jako Nicholas Rubinstein
- 1971: Boy Friend jako Mr. Max / Lord Hubert Brockhurst